# H2g2
h2g2 měl být původně internetový vyhledávač jménem "Stopařův průvodce Internetem", ale byl zkrácen na h2g2. Jednalo se o výtvor, který byl součástí kultu Stopařův průvodce Galaxií, jehož autorem je Douglas Adams. Na tuto stránku se mohl kdokoli zaregistrovat a vkládat nejrůznější články o čemkoli, co ho napadne. 29. ledna 2001 však byla stránka definitivně uzavřena. 12. března téhož roku se h2g2 opět objevilo jako součást stránek BBC. V současné době je h2g2 umístěno na samostatných stránkách www.h2g2.com.